# Ă
Ă (majúscula) o ă (minúscula), normalment esmentada en anglès com a A- breu, és una lletra que s'utilitza en les ortografies estàndard de romanesa i vietnamita. En romanès, s'utilitza per representar la vocal central no arrodonida, mentre que en vietnamita representa el so curt a. És la segona lletra de l'alfabet romanès, vietnamita i de Malàisia anteriors a 1972, després de l'A.
Ă/ă també s'utilitza en diversos idiomes per a la transliteració de la lletra búlgara Ъ/ъ.

## Romanès
El so representat en romanès per ă és una vocal mig-central /ə/, és a dir, una vocal neutra semblant a la que fem servir en català. A diferència de l'anglès, el català i el francès, però com en indonesi utilitzant la ā en comptes de ă, en búlgar, albanès i afrikàans, la vocal es pot accentuar.
Hi ha paraules en què és l'única vocal, com ara măr /mər/ ("poma") o văd /vəd/ ("veig"). A més, algunes paraules que també contenen altres vocals poden tenir l'accent a ă com cărțile /ˈkərt͡sile/ ("els llibres") i odăi /oˈdəj/ ("habitacions").

## Vietnamita
Ă és la segona lletra de l'alfabet vietnamita i representa /a/ en la fonologia vietnamita. Com que el vietnamita és una llengua tonal, aquesta lletra pot tenir qualsevol dels 5 símbols tonals a sobre o a sota (o fins i tot cap accent, ja que el primer to vietnamita s'identifica per la manca d'accents).
- Ằ ằ
- Ắ ắ
- Ẳ ẳ
- Ẵ ẵ
- Ặ ặ

## Malai
El so representat a l'ortografia malàisia anterior a 1972 per ă és una vocal. Va ocórrer a la síl·laba final de la paraula arrel com ara lamă /lamə/ ("llarg", "vell"), mată /matə/ ("ull") i sană /sanə/ ("allà"). La lletra va ser substituïda l'any 1972 per una a la New Rumi Spelling.

## Khmer
Ă o ă s'utilitzen a la romanització Khmer, per exemple, Preăh Réachéanachak Kămpŭchéa (Regne de Cambodja).

## Respelling de pronunciació per a anglès
En alguns sistemes de pronunciació per a l'anglès, inclosa la notació del diccionari del patrimoni americà, ă representa el so A curt /æ/.